# Pyrenochaeta indica
Pyrenochaeta indica är en svampart som beskrevs av T.S. Viswan. 1957. Pyrenochaeta indica ingår i släktet Pyrenochaeta, ordningen Pleosporales, klassen Dothideomycetes, divisionen sporsäcksvampar och riket svampar.   Inga underarter finns listade i Catalogue of Life.